# 大巨嘴鳥
，又名鞭笞鵎鵼、托哥巨嘴鳥，是最大的巨嘴鳥科成員。牠們分佈在南美洲中部及東部半開放的環境。

## 特徵

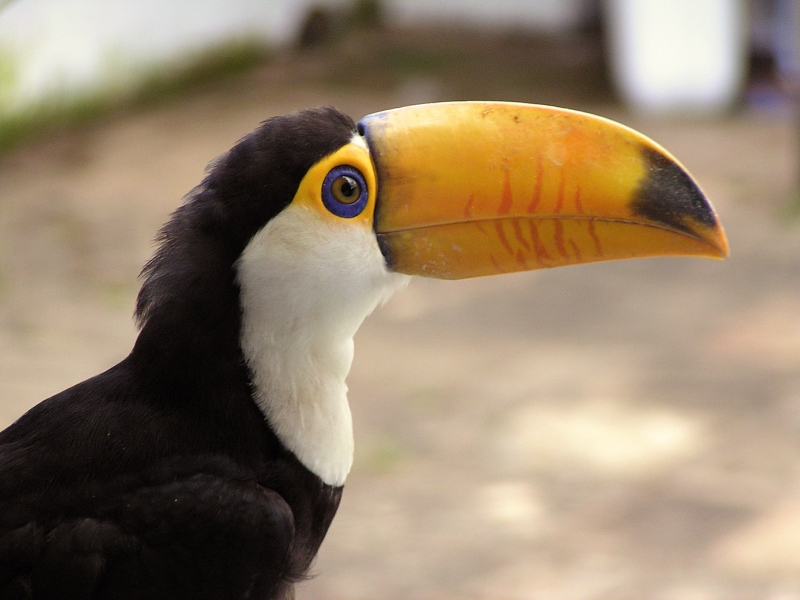
雛鳥

大巨嘴鳥的羽毛主要是黑色，喉嚨、胸部及上尾底白色，下尾底呈紅色。牠們的眼睛周圍呈淺藍色，外圍呈橙色。

### 喙
大巨嘴鳥的喙體型巨大，主要呈黃橙色，下部及喙脊為紅橙色，喙尖及基部為黑色。其喙為中空結構，因此相對輕盈。舌頭長度接近喙，形狀扁平。大巨嘴鳥全長約55至65公分，其中喙長約20公分，體重介於500至860公克之間，是體型最大的巨嘴鳥物種。雄鳥體型較雌鳥略大，但外觀相似。雛鳥羽色較為黯淡，喙亦相對較短。

## 分佈
大巨嘴鳥分佈在玻利維亞北部及東部、秘魯東南部、阿根廷北部、巴拉圭東部及中部、及巴西東部及南部。另外亦有一些群落分佈在亞馬遜河下游、巴西極北的羅賴馬州及圭亞那的沿岸地區。牠們是留鳥，但也有地區性的遷移。

## 棲息地及保育
大巨嘴鳥並非如其他鵎鵼屬般棲於森林內。牠們棲息在半開放的環境，如林地、大草原等。牠們的棲息地主要是在低地，最高至海拔1750米，位於玻利維亞近安地斯山脈的地區。牠們稍為普遍，故被列為無危。

## 行為

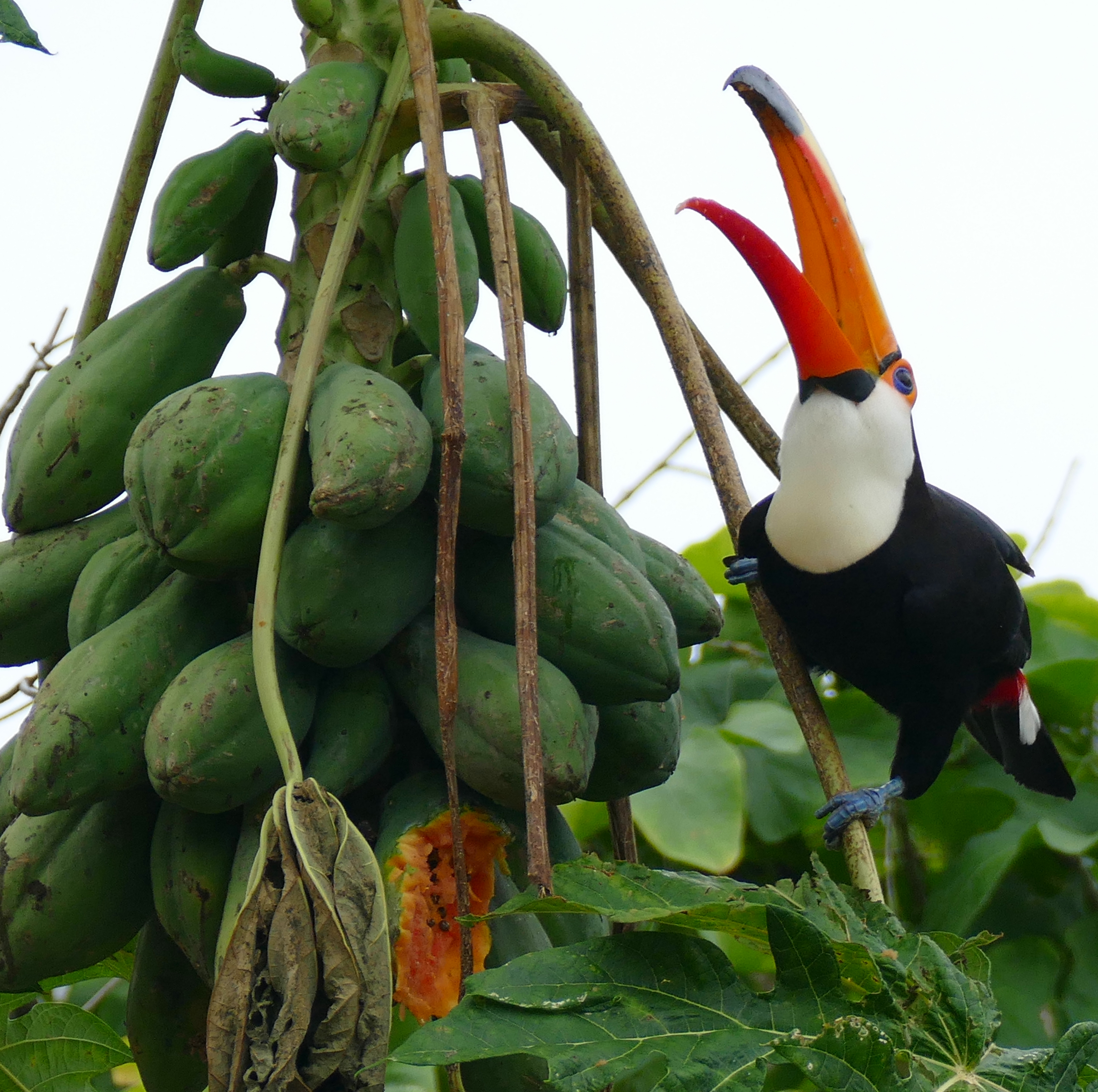
大巨嘴鳥吃木瓜

大巨嘴鳥主要吃果實、昆蟲、雛鳥及鳥蛋。牠們也會吃細小的鳥類。牠們的長喙可以幫助捕捉獵物及採集果實，並可以剝皮，也可以嚇走掠食者。牠們大多是一對或小群一同生活的，透過拍打雙翼或滑翔來飛行。鳥巢一般都築在高樹上、或在樹上挖穴、有時也會將巢築在地穴或白蟻丘中。牠們繁殖是有季節性的，但不同地區會落在不同月份，每年只會繁殖一次。雌鳥交配後幾日內就會生蛋，每次生約2-4隻蛋。雙親會一同孵蛋，孵化期為17-18日。牠們特別會保護自己與雛鳥。

## 飼養
大巨嘴鳥（Ramphastos toco）在人工飼養環境中高度易罹患鐵質儲存疾病（Iron Storage Disease，簡稱 ISD，又稱肝鐵沉積症或血色病），這是以熱帶水果為主食之巨嘴鳥科鳥類中常見的致死因素之一。該疾病與其對鐵質吸收能力較高，以及飼養環境中鐵攝取量過高有關。
臨床症狀包括厭食、嗜睡、呼吸困難、飛行困難、腹水，以及肝臟、心臟或脾臟腫大等。病理檢查常發現肝細胞與庫普弗細胞（Kupffer cells）中有鐵沉積，晚期可能導致肝壞死、心肌炎或腎炎，最終致死。

## 保育狀況
牠們被列為《瀕危野生動植物種國際貿易公約》附錄二的物種，被限制出口及貿易。

## 外部連結
- 大巨嘴鳥的相片
- Internet Bird Collection （页面存档备份，存于）
- St. Louis Zoo
- Biology of Toucans （页面存档备份，存于）
- Nashville Zoo Toco Toucan Breeding
- VIREO （页面存档备份，存于）